# Francisco van Benthum
Francisco van Benthum (Boxmeer, 1972) is een Nederlandse modeontwerper.

## Carrière
Van Benthum studeerde modevormgeving aan de ArtEZ Hogeschool voor de Kunsten in Arnhem, waar hij zowel de bachelor- als de masteropleiding volgde. Tijdens zijn studie loopt hij stage bij Alexander van Slobbe, waarmee hij ook gedurende zijn latere carrière regelmatig samenwerkt.
Tussen 1996 en 2001 werkt Van Benthum samen met Michiel Keuper (Doetinchem, 1970). De twee ontwerpers delen samen een werkruimte en komen er op deze manier achter dat hun ontwerpfilosofie sterk overeenkomt en besluiten vervolgens voortaan onder het gezamenlijke label Keupr/VanBentm hun collecties te presenteren. Het duo ontwerpt haute-couturecollecties voor mannen en vrouwen, die ze tweemaal per jaar presenteren in Parijs.
Na de samenwerking met Michiel Keuper, richt Van Benthum zijn eigen exclusieve mannenlabel FRANCISCO VAN BENTHUM op. Tussen 2008 en 2010 presenteert Van Benthum zijn collecties in Parijs.
In 2008 opent hij samen met Alexander van Slobbe de winkel NL=New Luxury, aan de Jacob Obrechtstraat in Amsterdam, waar zowel het herenmerk van Van Benthum als het damesmerk Orson + Bodil van Van Slobbe wordt verkocht. In 2012 Verhuizen beide ontwerpers naar de Herenstraat in Amsterdam waar zij beiden een eigen winkel openen. In september 2014 sluit Van Benthum zijn winkel en last een pauze in.
Eind 2014 lanceert hij samen met Alexander van Slobbe het label Van Slobbe Van Benthum, waarvan ze de eerste collectie Hacked in het voorjaar van 2015 willen presenteren. Met het label willen de twee ontwerpers tegenwicht bieden aan de kopieerdrift in de mode, waarbij fast fashion ketens zoals H&M, Zara en Primark, niet alleen de grote modehuizen maar ook kleine ontwerpers kopiëren. Van Benthum en Van Slobbe nemen juist restpartijen van deze fast fashion giganten als uitgangspunt voor hun collecties, die zij vervolgens customizen tot een nieuw product.

## Prijzen
- 2012: Cultuurfonds Mode Stipendium van het Prins Bernhard Cultuurfonds[5]
- 2011: Quintessentially Award in de categorie "best emerging designer"[6]
- 1998: Prix Spécial de la Chambre de la Couture, Festival International de Arts de la Mode in Hyères.[7]